# Troinex
Troinex je obec na jihozápadě Švýcarska, v kantonu Ženeva. Žije zde přibližně 2 500 obyvatel.

## Geografie
Troinex se nachází jihozápadně od toku řeky Arve, asi 5 km jižně od centra Ženevy, v jižní části kantonu Ženeva poblíž hranice s Francií. Obcí protéká řeka Drize, přítok řeky Arve. Obec Troinex se skládá z místních částí Troinex-village, Troinex-Dessous, Troinex-Dessus, Troinex-Marais a Les Dolens.
Troinex sousedí se švýcarskými obcemi Carouge, Veyrier, Bardonnex a Plan-les-Ouates a francouzskou obcí Bossey.

## Historie

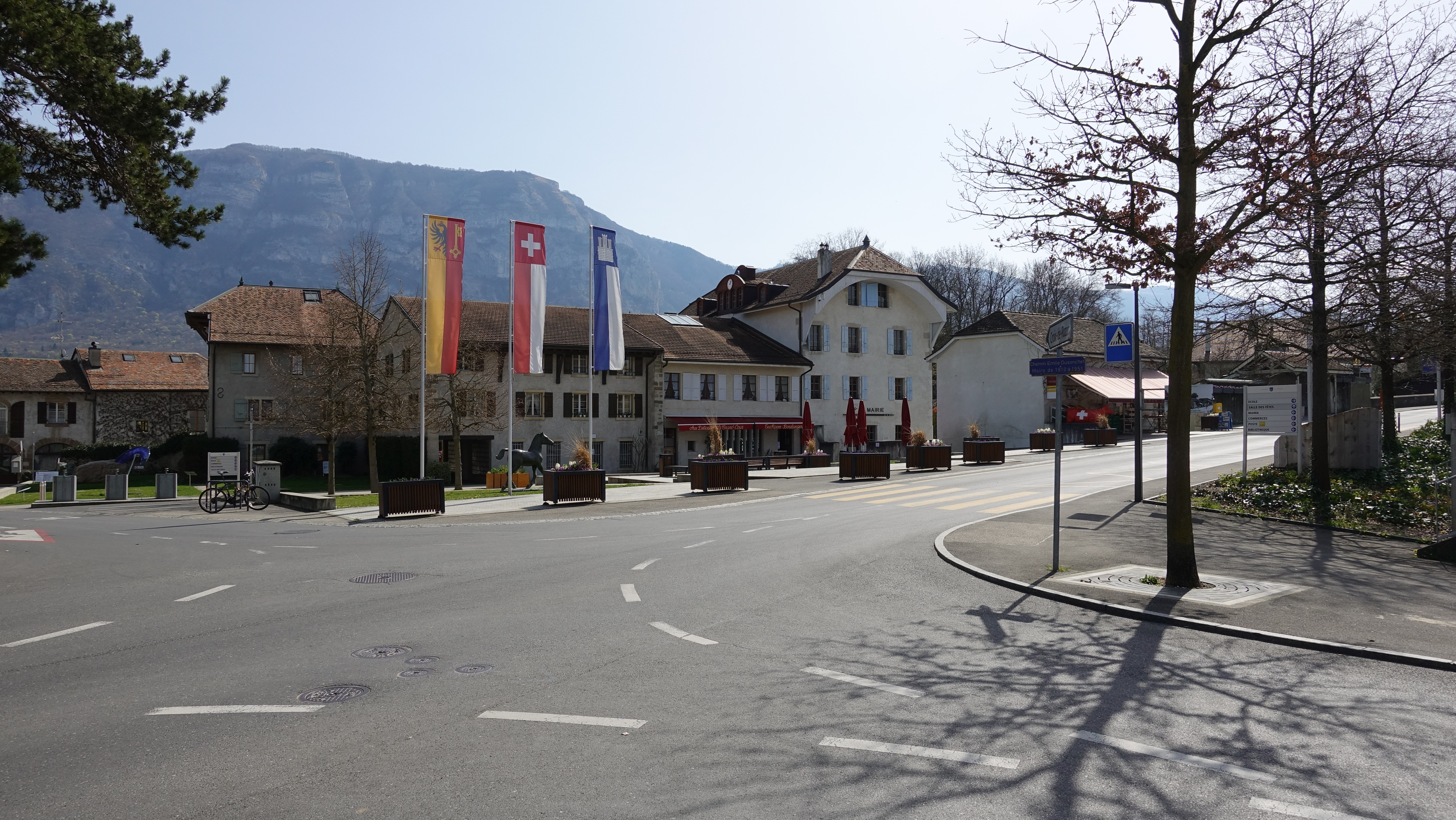
Centrum obce

V obci byly objeveny zlomky neolitické keramiky a římský hrob. V roce 1819 byl objeven megalitický soubor z období neolitu, včetně žulového bloku Pierre-aux-Dames, pojmenovaného podle čtyř ženských postav zdobících menhir.
K farnosti Troinex, založené před rokem 1201, patřila vesnice Mugnay, která ji opustila po morové epidemii v roce 1343. Farní kostel Saint-Saturnin je poprvé zmiňován v roce 1275; reformaci nepřežil. Vesnice La Grand’Cour vznikla kolem mlýna, který je doložen v roce 1295. Od roku 1302 patřila vesnice převorství Saint-Victor v Ženevě. Klášter a páni z Ternier a poté od roku 1401 savojská hrabata se dělili o různá léna. Během reformace byl Troinex začleněn do farnosti Bossey, později se vrátil ke katolické víře. Východní část obce pokrývaly rozsáhlé bažiny, které se od roku 1743 a znovu v roce 1779 pokoušeli místní obyvatelé odvodnit pro těžbu rašeliny. Další odvodnění bylo provedeno v letech 1941–1942. Přestože v Troinex vlastnilo majetek mnoho Ženevanů, Turínskou smlouvou z roku 1754 byla obec přidělena Savojsku. V letech 1792–1798 patřila obec k francouzskému departementu Mont-Blanc a od roku 1798 k departementu Léman. V roce 1816 byla postoupena Ženevě (jako tzv. Communes réunies, „sloučené obce“). Po krátkém spojení s obcí Veyrier se Troinex v roce 1817 politicky osamostatnil.
Kostel Sainte-Marie-Madeleine, postavený v letech 1958–1959, nahradil dřevěnou kapli z roku 1931. Reformovaný kostel byl vysvěcen v roce 1958, arménský apoštolský kostel Saint-Hagop v roce 1969. Tramvajová trať Carouge – Collonges-sous-Salève obsluhovala obec v letech 1907–1952. Na počátku 21. století se Troinex stal rezidenční obcí; v roce 2000 dojíždělo do zaměstnání 86 % obyvatel.

## Obyvatelstvo
| Rok            | 1822 | 1850 | 1900 | 1950 | 2000 | 2010 | 2012 | 2014 | 2016 | 2017 |
| Počet obyvatel | 176  | 247  | 329  | 706  | 2030 | 2185 | 2236 | 2329 | 2274 | 2293 |

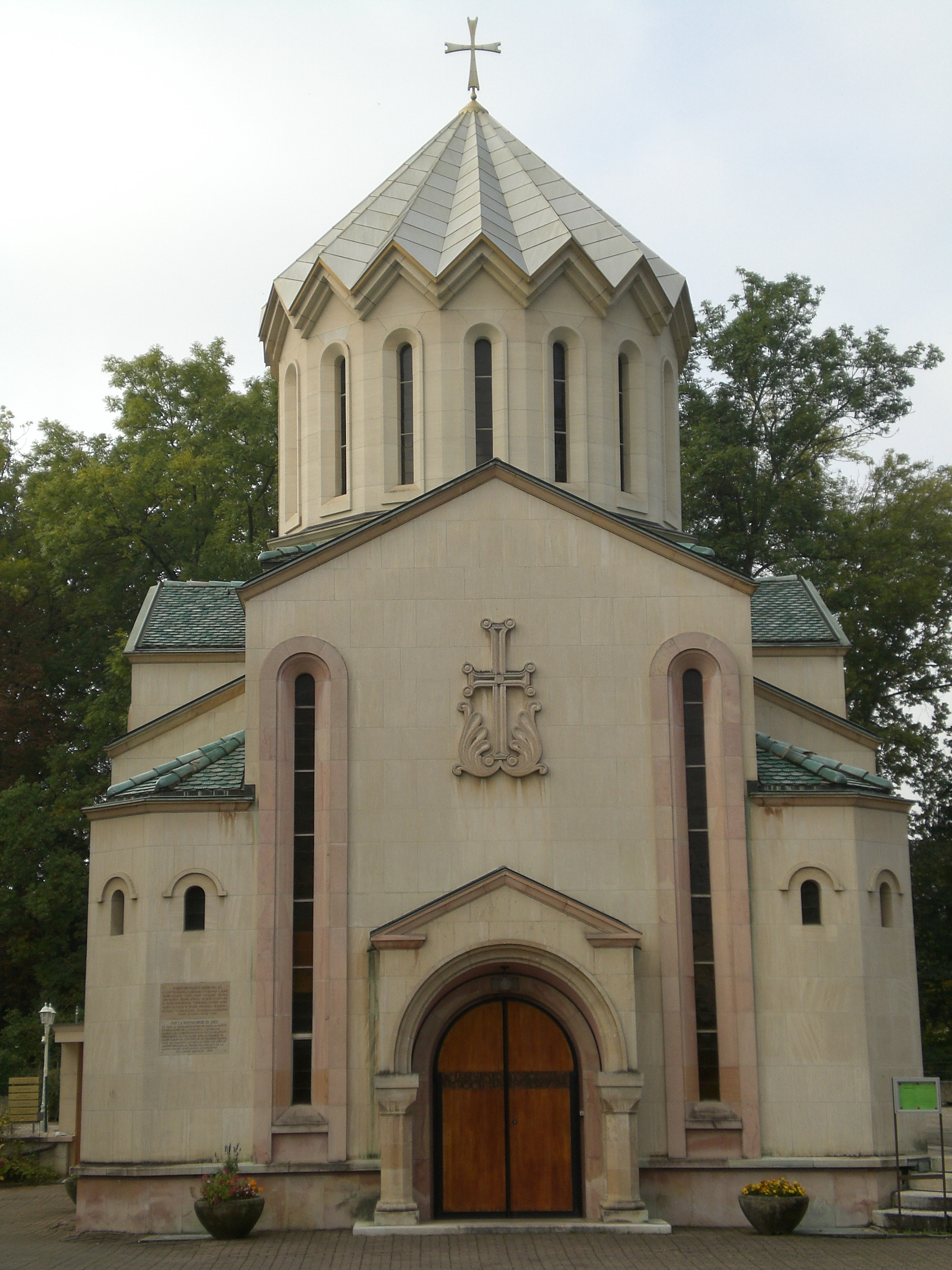
Arménský kostel v obci

Většina obyvatel (k roku 2000) hovoří francouzsky (1747, tj. 86,1 %), druhá nejčastější je němčina (80, tj. 3,9 %) a třetí angličtina (75, tj. 3,7 %).

## Doprava
Troinex je napojen na síť veřejné dopravy autobusovými linkami, které provozuje ženevský dopravní podnik Transports publics genevois (TPG). Železnice územím obce neprochází, nejbližší železniční stanice se nachází v Lancy, nebo ve francouzském Saint-Julien-en-Genevois.